# Tarantulas de Topeka
Les Tarantulas de Topeka sont une franchise américaine de hockey sur glace ayant évolué dans la Ligue centrale de hockey (LCH) lors de la saison 2004-2005. L'équipe est basé à Topeka dans l'état du Kansas aux États-Unis où elle dispute ses rencontres au Landon Arena.

## Historique
Les Tarantulas de Topeka sont créés en 2004. Ils sont la deuxième équipe de la Ligue centrale de hockey basée dans cette ville après les ScareCrows de Topeka de 1998 à 2001. Placés dans la Division Nord-Ouest, ils se classent derniers de leur section avec le pire bilan de la ligue et manquent pour les séries éliminatoires. À l'issue de la saison, la franchise met fin à ses activités.

## Bilan par saison
| No | Saison    | PJ | V  | D  | DP | DTB | BP  | BC  | Pts | Classement                   | Séries éliminatoires | Entraîneur |
| -- | --------- | -- | -- | -- | -- | --- | --- | --- | --- | ---------------------------- | -------------------- | ---------- |
| 1  | 2004-2005 | 60 | 16 | 39 | 2  | 3   | 153 | 221 | 37  | 4e de la Division Nord-Ouest | Non qualifié         | Joe Coombs |

## Personnalités de la franchise
30 joueurs ont porté le maillots des Tarantulas de Topeka au cours de leur seule saison d'existence. Quatre d'entre eux ont disputé chacune des 60 rencontres de l'équipe : John Donnelly, Tyler Hanchuck, Tab Lardner et Mike Lukajic. Ce dernier termine meilleur buteur et pointeur de l'équipe avec 33 et 53 réalisations tandis que Lardner et Dallas Flaman finissent meilleur passeur avec 21 aides chacun. Le joueur le plus pénalisé est Hanchuck avec 134 minutes passées sur le banc de pénalité.
Les Tarantulas ont connu qu'un seul entraîneur Joe Coombs.